# Кортни Каммз
Кортни Каммз (англ. Courtney Cummz, род. 4 декабря 1981 года) — сценический псевдоним американской порноактрисы и порнорежиссёра Кристин Карпентер.

## Биография
Кортни имеет сирийское и франкоканадское происхождение. Первой её работой стало место официантки в одном из заведений сети Applebee's в Западной Вирджинии. Затем она некоторое время проработала в баре куротного местечка для натуристов во Флориде. Там она подавала коктейли в топлес-виде, до тех пор, пока не произошло оттока туристов, напуганных чередой ураганов. Кортни Каммз училась на факультете Моды и Маркетинга в одном из колледжей Флориды (для защиты диплома ей оставалось пройти лишь практику).
Свой сценический псевдоним она выбрала так как все её друзья называли её «СС» и ей всегда нравилось имя Кортни. Один из друзей девушки посоветовал ей взять слово «Cums» (рус. Камс) в качестве фамилии, так как она часто мастурбировала. В конечном счёте, она остановилась на слове «Cummz». В порноиндустрию пришла в 2004 году, в возрасте 23 лет. В начале работы в порноиндустрии снималась, по меньшей мере, в 30 сценах за месяц, где, в основном, присутствовали сцены анального секса. Благодаря Джои Силвера она стала сниматься в фетиш-порнофильмах, в сценах с использованием страпона.
В октябре 2005 года девушка подписала контракт с компанией Zero Tolerance Entertainment, став первой «контрактной» исполнительницей студии. В 2006 году срежиссировала свою первую порноленту (Face Invaders).
Каммз участвовала в шоу Говарда Стерна, в октябре 2007 года снялась в небольшой роли в шоу канала CBS «Отряд «Антитеррор»», участвовала в радиошоу ESPN 980, а также работала стриптизёршей. В декабре 2008 года увеличила себе грудь с размера B до DD.
Есть несколько татуировок: изображение феи на нижней части спины; символ бесконечности внутри левого запястья; надпись «Вера / Надежда / Любовь» внутри левого запястья; скрещенная стрелка внутри правой лодыжки; фиолетовый объект в форме пули снаружи левой лодыжки. Пирсинг в левой ноздре, сосках, пупке и клиторе.
По данным на 2019 год, Кортни Каммз снялась в 539 порнофильмах и срежиссировала 21 ленту жанра XXX.

## Премии и номинации
- 2006 AVN Awards номинация — Новая лучшая старлетка года
- 2006 XRCO Award номинация — Новая лучшая старлетка года
- 2006 XRCO Award номинация — Orgasmic Oralist
- 2006 XBIZ Award номинация — Самая горячая девушка в порно[11]
- 2006 Temptation Awards — Исполнительница года[12]
- 2006 Adam Film World — Исполнительница года[13]
- 2007 AVN Awards номинация — Contract Star of the Year (For Zero Tolerance Entertainment)
- 2007 F.A.M.E. Award — Лучшая анальная старлетка[14]
- 2007 Adultcon Award — Лучшая актриса в исполнении мастурбации[15]
- 2007 Adam Film World — Лучший интерактивный секс-фильм за Interactive Sex With Courtney Cummz[16]
- 2008 AVN Awards номинация — Best All-Girl Sex Scene (Video) — Eden (вместе с Кармен Лувана)
- 2008 AVN Awards номинация — Best Anal Sex Scene (Video) — Jack’s Playground 34 (вместе с Томми Ганном)
- 2008 AVN Awards номинация — Лучшая исполнительница года
- 2008 XBIZ Award номинация — Лучшая исполнительница года
- 2010 AVN Awards номинация — Best All-Girl Couples Sex Scene — Pussy Cats 3 (вместе с Рокси Рейнольдс)
- 2011 AVN Awards номинация — Best Anal Sex Scene — 1 on 1 5 (вместе с David Perry)
- 2011 AVN Awards номинация — Лучшее лесбийская групповая сцена — Girlvana 5 (вместе с Бриджит Би, Бринн Тайлер, Чарли Чейз, Кортни Каммз, Джейден Джеймс, Джулия Энн, Kirra Lynne, Мисси Стоун, Моник Александр, Никки Роудс, Raylene, Сара Ванделла, София Санти, Мэделин Мэри)
- 2012 AVN Awards номинация — Best Solo Sex Scene — Superstar Showdown 3: Courtney Cummz vs. Bree Olson
- 2014 XRCO Award номинация — Unsung Siren[17]